# Phương trình Harris-Benedict
Phương trình Harris-Benedict (còn gọi là nguyên tắc Harris-Benedict) là một phương pháp được sử dụng để ước tính tỷ lệ trao đổi chất cơ bản của một cá nhân (BMR). Giá trị BMR ước tính có thể được nhân với một số tương ứng với mức độ hoạt động của từng cá nhân; số kết quả là hàng ngày xấp xỉ kilocalorie lượng để duy trì trọng lượng cơ thể hiện tại. Phương trình Harris-Benedict có thể được sử dụng để hỗ trợ giảm cân - bằng cách giảm số lượng calo tiêu thụ dưới mức tiêu thụ duy trì ước tính của phương trình.

## Bước 1–Tính Harris–Benedict BMR
Phương trình Harris-Benedict ban đầu được xuất bản vào năm 1918 và 1919.
| Giới tính | Các đơn vị  | Phép tính |
| --------- | ----------- | --- |
| Đàn ông   | Hệ Metric   | BMR = 66,67 + (13,75 × trọng lượng tính theo kg) + (5,003 × chiều cao tính bằng cm) - (6,755 × tuổi tính theo năm)  |
| Đàn ông   | Hệ Imperial | BMR = 66,67 + (6,2 × trọng lượng tính theo pound) + (12,7 × chiều cao tính bằng inch) - (6,76 × tuổi tính theo năm) |
| Phụ nữ    | Hệ Metric   | BMR = 655,1 + (9,563 × trọng lượng tính theo kg) + (1,850 × chiều cao tính bằng cm) - (4,676 × tuổi tính theo năm)  |
| Phụ nữ    | Hệ Imperial | BMR = 655,1 + (4,35 × trọng lượng tính theo pound) + (4,7 × chiều cao tính bằng inch) - (4,7 × tuổi tính theo năm)  |

Phương trình Harrisedict Benedict được sửa đổi bởi Roza và Shizgal vào năm 1984.
| Đàn ông | BMR = 88.362 + (13.397 × trọng lượng tính theo kg) + (4.799 × chiều cao tính bằng cm) - (5.677 × tuổi tính theo năm) |
| Phụ nữ  | BMR = 447,593 + (9.247 × trọng lượng tính theo kg) + (3.098 × chiều cao tính bằng cm) - (4.330 × tuổi tính theo năm) |

Phạm vi tin cậy 95% đối với nam giới là ± 213.0 kcal/ngày và ± 201.0 kcal/ngày đối với phụ nữ.
Phương trình Harrisedict Benedict được sửa đổi bởi Mifflin và St Jeor vào năm 1990:
| Đàn ông | BMR = (10 × trọng lượng tính bằng kg) + (6,25 × chiều cao tính bằng cm) - (5 × tuổi tính theo năm) + 5   |
| Phụ nữ  | BMR = (10 × trọng lượng tính bằng kg) + (6,25 × chiều cao tính bằng cm) - (5 × tuổi tính theo năm) - 161 |

## Bước 2–Xác định tổng lượng
Mặc dù công thức gốc không cố gắng chuyển BMR thành tổng chi tiêu năng lượng (TEE), kết quả BMR có thể được nhân với hệ số xấp xỉ mức độ hoạt động thể chất của một cá nhân (PAL) để ước tính TEE của họ. Bảng sau đây cho phép tính gần đúng TEE hàng ngày của một cá nhân dựa trên một số lối sống mẫu.
| Lối sống                         | Thí dụ                                                                | PAL  | Phép tính  |
| -------------------------------- | --------------------------------------------------------------------- | ---- | ---------- |
| Ít vận động hoặc vận động nhẹ    | Nhân viên văn phòng ít hoặc không tập thể dục                         | 1,53 | BMR x 1,53 |
| Hoạt động hoặc vận động vừa phải | Công nhân xây dựng hoặc người chạy một giờ mỗi ngày                   | 1,76 | BMR x 1,76 |
| Hoạt động mạnh                   | Công nhân nông nghiệp (không cơ giới) hoặc người bơi hai giờ mỗi ngày | 2,25 | BMR x 2,25 |

## Lịch sử
Phương trình Harris-Benedict xuất phát từ một nghiên cứu của James Arthur Harris và Francis Gano Benedict, được xuất bản năm 1919 bởi Viện Carnegie của Washington trong chuyên khảo Một nghiên cứu sinh trắc học về chuyển hóa cơ bản ở con người. Một sửa đổi năm 1984 đã cải thiện độ chính xác của nó. Mifflin và cộng sự. đã công bố phương trình dự đoán nhiều hơn cho lối sống hiện đại vào năm 1990. Công việc sau đó đã tạo ra các công cụ ước tính BMR chiếm khối lượng cơ thể gầy.

## Các vấn đề trong sử dụng chế độ ăn uống
Vì các phương trình BMR không cố gắng tính đến thành phần cơ thể, kết quả giống hệt nhau có thể được tính cho một người rất cơ bắp, và một người rất béo, cả hai đều có chiều cao, cân nặng, tuổi tác và giới tính. Vì cơ bắp và chất béo đòi hỏi lượng calo khác nhau để duy trì, ước tính TEE sẽ không chính xác cho những trường hợp như vậy.
Bài viết đằng sau bản cập nhật mới nhất (Mifflin cùng các cộng sự) cho công thức BMR nói rằng tất cả những người tham gia nghiên cứu của họ đều thuộc nhóm chỉ số khối cơ thể 'bình thường' và 'thừa cân', và do đó, kết quả cũng không nhất thiết phải áp dụng cho những người đó thuộc các loại BMI 'thiếu cân' hoặc 'béo phì'.